# Quête sans fin
Pour les articles homonymes, voir Les Quêtes sans fin de Donjons et Dragons.
Quête sans fin (titre original : Quest for the future) est un roman de science-fiction, écrit en 1970 par A. E. van Vogt (Canada).

## Résumé
Un homme est accidentellement mis en contact avec un groupe de personnes qui possèdent le don de se déplacer dans le temps et parmi différents mondes parallèles. Il fera tout ce qu'il peut pour être accepté comme membre de ce groupe, alors que celui-ci subira les attaques destructrices de l'un de ses membres.